# Classe Norge
La classe Norge, indicata anche come classe Eidsvold, fu una classe di corazzate costiere composta da due unità entrate in servizio nel 1901 per conto della Marina militare norvegese.
Un potenziamento della precedente classe Harald Haarfagre, le due unità della classe (Norge ed Eidsvold) furono impiegate in compiti difensivi per far rispettare la neutralità norvegese durante la prima guerra mondiale, per poi essere perdute nel corso della medesima azione: il 9 aprile 1940 entrambe le unità furono attaccate nel fiordo di Narvik da cacciatorpediniere della Kriegsmarine nel corso delle fasi iniziali dell'invasione tedesca della Norvegia nella seconda guerra mondiale, finendo affondate nel giro di pochi minuti con gravissime perdite tra gli equipaggi.

## Caratteristiche

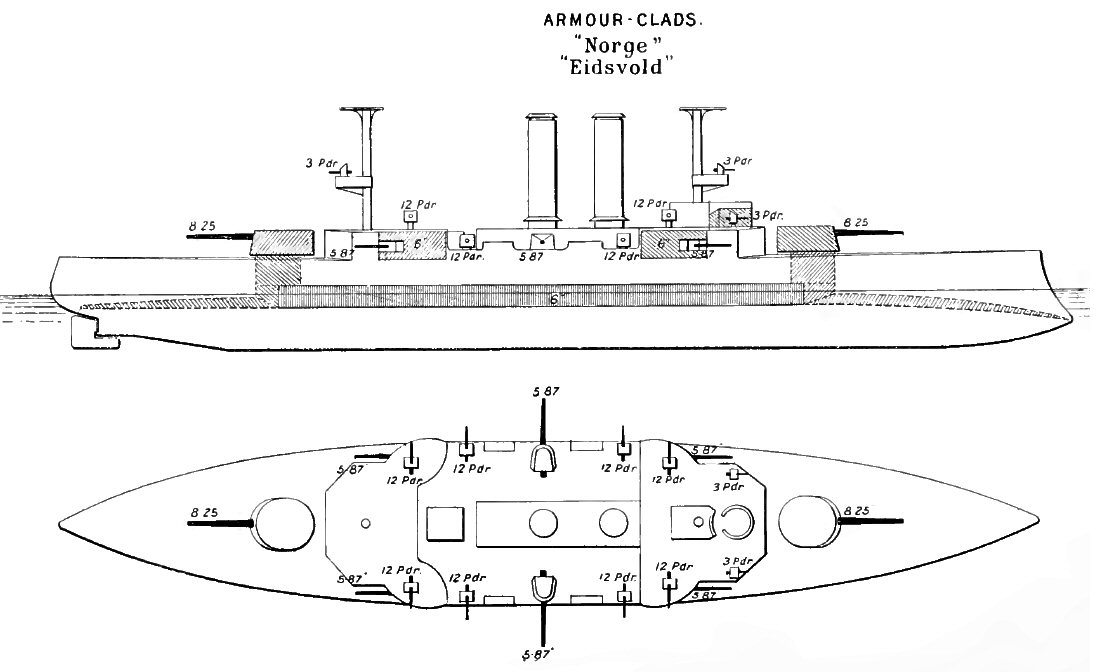
Schema delle unità classe Norge

Il progetto delle Norge, le più grandi navi da guerra mai entrate in servizio per la Marina norvegese nel primo XX secolo, si basava fondamentalmente su una rivisitazione di quello delle precedenti corazzate costiere classe Harald Haarfagre, con vari potenziamenti e modifiche: per la protezione fu impiegata la nuova corazzatura Krupp in luogo della più obsoleta corazzatura Harvey, l'apparato propulsivo fu basato su caldaie a tubi d'acqua invece che a tubi di fumo, e il numero dei fumaioli fu aumentato a due. Entrambe le unità furono costruite per la Norvegia nei cantieri della ditta britannica Armstrong Whitworth di Elswick.
Lo scafo delle Norge era lungo fuori tutto 94,6 metri, largo 15,4 e con un pescaggio massimo di 5,38 metri; il dislocamento standard ammontava a 3.645 tonnellata, ma saliva a 4.166 tonnellate con la nave a pieno carico. L'apparato motore si basa su due motori a movimento alternativo alimentati da sei caldaie a tubi d'acqua della Yarrow, per una potenza di 4.500 hp; la velocità massima registrata era di 16,5 nodi, con l'autonomia che si aggirava sulle 6.000 miglia alla velocità di crociera di 10 nodi. L'equipaggio ammontava a 266 tra ufficiali e marinai.
L'armamento principale delle Norge era rappresentato da due cannoni da 209/44 mm della Armstrong, ospitati in altrettanti torri singole collocate una a prua e una a poppa; l'armamento secondario verteva invece su sei cannoni da 149/46 mm (due in altrettanti impianti scudati a centro nave, gli altri quattro in casamatta nella sovrastruttura principale due a prua e due a poppa), otto cannoni da 76/40 mm (in altrettanti impianti scudati disseminati intorno alla sovrastruttura, quattro per lato) e 4 cannoni a tiro rapido da 47/46 mm della Hotchkiss, oltre a due tubi lanciasiluri da 450 mm integrati ai lati dello scafo. Nel 1939 entrambe le unità ricevettero anche una serie di pezzi antiaerei: due cannoni singoli da 76/28 mm Bofors M36, due mitragliere da 20 mm Oerlikon e due mitragliatrici da 12,7 mm.
La protezione era data da una cintura corazzata spessa 152 mm nel punto massimo ed estesa per il 60% della lunghezza dello scafo, e da un ponte blindato spesso tra i 51 e i 37 mm; le torri dell'artiglieria avevano una corazzatura spessa tra i 203 e i 127 mm, mentre la torre di comando era protetta da una blindatura spessa 152 mm.

## Unità
| Nome     | Costruttore         | Impostazione | Varo            | Entrata in servizio | Destino finale                                                                 |
| -------- | ------------------- | ------------ | --------------- | ------------------- | ------------------------------------------------------------------------------ |
| Norge    | Armstrong Whitworth | 1899         | 31 gennaio 1900 | 7 febbraio 1901     | Affondata il 9 aprile 1940 nel fiordo di Narvik da cacciatorpediniere tedeschi |
| Eidsvold | Armstrong Whitworth | 1899         | 14 giugno 1900  | 29 marzo 1901       | Affondata il 9 aprile 1940 nel fiordo di Narvik da cacciatorpediniere tedeschi |